# Lauzerville

Lauzerville este o comună în departamentul Haute-Garonne din sudul Franței. În 2009 avea o populație de 1.203 de locuitori.

## Evoluția populației
| An        | 1975 | 1982 | 1990 | 1999 | 2006  | 2009  |
| --------- | ---- | ---- | ---- | ---- | ----- | ----- |
| Populație | 219  | 285  | 405  | 873  | 1.074 | 1.203 |